# Mislinja
Mislinja (Duits: Missling of Mißling) is een gemeente in de Sloveense regio Koroška en telt 4666 inwoners (2002).

## Plaatsen in de gemeente
Dovže, Gornji Dolič, Kozjak, Mala Mislinja, Mislinja, Paka, Razborca, Srednji Dolič, Šentilj pod Turjakom, Tolsti Vrh pri Mislinji, Završe
Črna na Koroškem · Dravograd · Mežica · Mislinja · Muta · Podvelka · Prevalje · Radlje ob Dravi · Ravne na Koroškem · Ribnica na Pohorju · Slovenj Gradec · Vuzenica
1. ↑  "Prebivalstvo po starosti in spolu, občine, Slovenija, polletno". Statistični urad Republike Slovenije. Geraadpleegd op 18 april 2021.